# Гражданский альянс (Кипр)
Гражданский альянс (греч. Συμμαχία Πολιτών) — центристская политическая партия Кипра, образованная в 2013 году. Выступает за объединённую республику Кипр и отвергает федерацию греческой и турецкой частей Кипра. Выступает против программы жёсткой экономии и против приватизации государственных активов.

## История
Гражданский альянс был основан 28 апреля 2013 года. В учредительном собрании партии приняли участие члены АКЭЛ, Демократической партии и Европейской партии, которые вступили в Гражданский альянс.

## Участие в выборах

### Парламентские выборы
| Год выборов | Голосов | %     | Парламент Республики Кипр |
| ----------- | ------- | ----- | ------------------------- |
| 2016        | 21 109  | 6,0 % | 3 из 56                   |

### Президентские выборы
| Год выборов | Кандидат         | Голосов | %       | Голосов | %       | Результат |
| Год выборов | Кандидат         | 1-й тур | 1-й тур | 2-й тур | 2-й тур | Результат |
| ----------- | ---------------- | ------- | ------- | ------- | ------- | --------- |
| 2018        | Гиоргос Лилликас | 8 419   | 2,18%   |         |         | Поражение |